# Vinovo
Vinovo és un comune (municipi) de la ciutat metropolitana de Torí, a la regió italiana del Piemont, situat a uns 14 quilòmetres al sud-oest de Torí. A 1 de gener de 2019 la seva població era de 15.144 habitants.
Vinovo limita amb els següents municipis: Candiolo, La Loggia, Moncalieri, Nichelino, None, Piobesi Torinese i Carignano.